# 克里斯蒂安·路易·德·蒙莫朗西-卢森堡

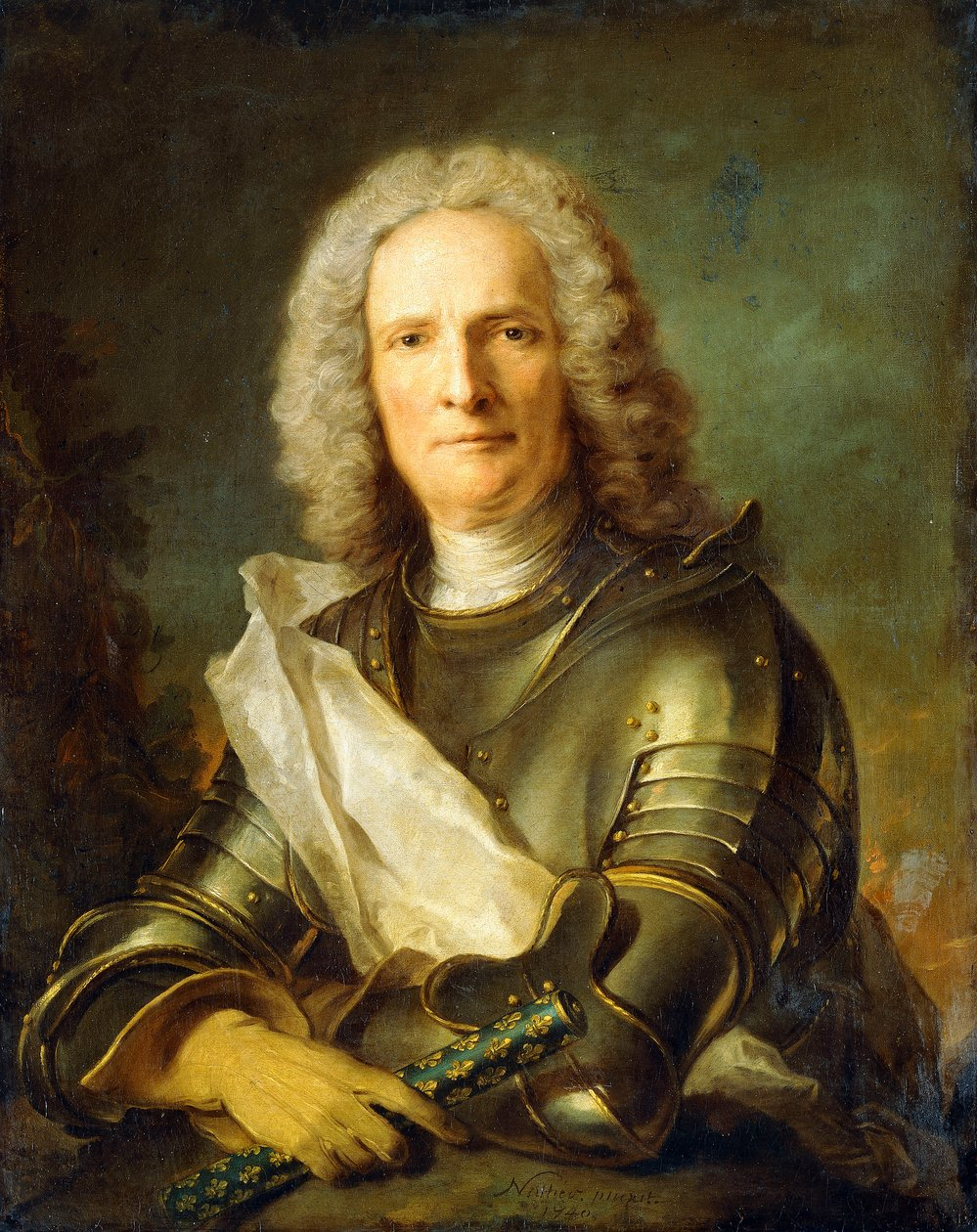
克里斯蒂安·路易·德·蒙莫朗西-卢森堡

克里斯蒂安·路易·德·蒙莫朗西-卢森堡，博蒙公爵（Christian Louis de Montmorency, Count of Beaumont） (1675年2月9日—1746年11月23日)，丹格里亲王（prince de Tingry） (1695)、卢克斯伯爵（comte de Luxe），法国元帅(1734)。
他是卢森堡公爵元帅和玛德琳·德·克莱蒙（Madeleine de Clermont）的第四子。 1712年在德南战役（Battle of Denain）中扮演了决定性的角色，1722年他委托建造了马提尼翁府。